# 羅曼學
羅曼學（Romance studies）是一門學科，涵蓋對講羅曼語言的地區的語言，文學和文化的研究。一方面是西班牙語、法語、意大利語、葡萄牙語、羅馬尼亞語和加泰隆語等罗曼语族语言，另一方面是文化、歷史和政治。在欧洲以外，由於拉丁美洲的大多數地方都講羅曼語，因此在羅曼研究部門也對拉丁美洲進行研究。